# Engerhafe (concentratiekamp)
Engerhafe was een buitenkamp van concentratiekamp Neuengamme dat in 1944 korte tijd gevestigd was bij het Duitse dorp Engerhafe, niet ver van de Nederlandse grens in Oost-Friesland. Zo'n 2000 mensen zaten er gevangen; 188 stierven in de twee maanden dat het kamp bestond: 68 Polen, 47 Nederlanders, 21 Letten, 17 Fransen, 9 Russen, 8 Litouwers, 5 Duitsers, 4 Esten, 3 Belgen, 3 Italianen, 1 Spanjaard, 1 Tsjech en 1 Deen. Engerhafe was het enige concentratiekamp in Oost-Friesland.

## Voorgeschiedenis
Al in 1942 waren op het grondgebied van de kerk van Engerhafe (in de huidige gemeente Südbrookmerland) barakken gebouwd voor Nederlandse arbeiders die betrokken waren bij de bouw van luchtafweergeschut in Emden. Deze barakken waren onbewaakt en niet omheind en bestonden uit een slaapverblijf, recreatieruimte en kook- en wasfaciliteiten. Inwoners van Engerhafe konden filmvoorstellingen bezoeken in de recreatieruimte.
Op 28 augustus 1944 beval Adolf Hitler tot de bouw van de Friesenwall, verdedigingswerken langs de Noordzeekust. Vanwege de Tweede Wereldoorlog waren er weinig arbeidskrachten beschikbaar voor de Duitsers, waardoor gebruik zou worden gemaakt van gevangenen uit concentratiekamp Neuengamme. Daartoe werden zeven 'buitenkampen' gebouwd, waaronder Engerhafe.

## Concentratiekamp

### Opzet van het kamp
Om de verandering tot concentratiekamp te kunnen voltooien, werd meer land in beslag genomen. Het kamp zou gaan bestaan uit zeven grote en een aantal kleinere barakken. Die barakken werden gecamoufleerd, zodat ze vanuit de lucht op agrarische gebouwen leken. Er waren vier wachttorens op de hoeken van het kamp. De eerste 400-500 gevangenen kwamen op 21 oktober 1944 per trein aan, na een reis van tussen de 20 en 30 uur. In de tijd die volgde zouden nog meer mensen, meestal politieke gevangenen, met veewagons naar Georgsheil worden vervoerd. Vanaf daar was het dan nog drie kilometer naar Engerhafe. Het kamp werd geleid door de SS'er Erwin Seifert, die eerder in Sachsenhausen had gewerkt.

### Omstandigheden
De omstandigheden waren slecht. Er was slechts één, volledig ontoereikende, wasruimte, waar men alleen handen en gezicht kon wassen. Een kuil in de grond met daarover een plank diende als toilet. Ziektes verspreidden zich gemakkelijk en medische hulp was absoluut niet toereikend, doordat de enige dokter die aanwezig was geen medicijnen of verbandmateriaal had. De slechte omstandigheden eisten al snel hun tol, op 6 november waren al 14 mensen omgekomen.
De gevangenen werden dagelijks om 4 uur 's ochtends gewekt door de bewakers, om vervolgens een mager ontbijt te krijgen. Daarop volgde het appel. Om op hun werkplaats te komen moesten de gevangenen vervolgens drie kilometer lopen naar het station van Georgsheil. Vanaf daar werden ze dan naar Aurich gebracht. De gevangenen moesten dan opnieuw lopen, in dit geval door Aurich naar de plek waar ze moesten werken. Aldaar kregen ze kolenschoppen die niet geschikt waren voor het werk, dat bestond uit het graven van 2,5 meter diepe geulen in de kleigrond. De verzwakte mannen moesten werken zolang het licht was, daartoe gedwongen door de gewelddadige bewakers. Dan volgde de terugweg, waarbij gevangenen die te verzwakt waren om het tempo te volgen werden aangevallen door de bewakers. Eenmaal terug in Engerhafe kregen de gevangenen een waterige soep met kool en enkele aardappelen.

### Einde van het kamp
Op 15 december 1944 begon het terugsturen van 500 zeer zieke gevangenen naar Neuengamme. Zeven dagen later werden de resterende gevangenen overgeplaatst, waarmee het kamp ophield te bestaan. In de korte tijd dat het kamp bestond stierven 188 mensen. De doodsoorzaak werd in de administratie van de kerk vastgelegd als 'bloederige diarree'.

## Bevolking in de omgeving
Veel mensen in de omgeving van het kamp wisten van het bestaan ervan, de gevangenen liepen immers dagelijks door Aurich. De trein waarmee de gevangenen werden vervoerd werd liever niet aanschouwd door de bevolking, vanwege hun geweten. Volgens getuigen kwam er een zeer onaangename lucht uit de trein.
Na protesten van de bevolking kregen de gevangenen uiteindelijk een kruiwagen om de doden te vervoeren. Daarvoor hadden de gevangenen de lijken achter zich aan moeten slepen. Er zijn ook berichten dat sommige dorpsbewoners de gevangenen eten toestopten.

## Na 1945
Erwin Seifert werd in 1966 aangeklaagd, maar niet veroordeeld. In 1972 zou hij wel veroordeeld worden voor misdaden in Sachsenhausen. De Franse opsporingsdienst groef in 1952 de lichamen op, om ze te identificeren. Met behulp van de documenten van de kerk lukte dat met bijna alle lichamen. De overleden Fransen en een deel van de overleden Nederlanders werden naar hun vaderland gebracht. Het andere deel van de overleden Nederlanders werd begraven op begraafplaats Heger Friedhof in Osnabrück en Stoffeler Friedhof in Düsseldorf. De overledenen uit de andere landen werden weer begraven in Engerhafe. Van het kamp zijn slechts wat spaarzame resten overgebleven. Sinds 1983 wordt jaarlijks een herdenking gehouden en sinds 1990 staat er een monument op het kerkhof van Engerhafe.